# Antal Dovcsák

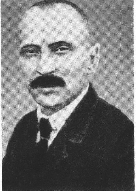
Antal Dovcsák

Antal Dovcsák (11 de marzo de 1879, Budapest - 1962, Viena) fue un político húngaro quien sirvió como diputado y vice primer ministro de la República Soviética Húngara durante julio de 1919.